# Arnulfo R. Gómez
Arnulfo R. Gómez (Navojoa, Sonora; 12 de diciembre de 1890-Coatepec, Veracruz; 4 de noviembre de 1927) fue un opositor al régimen de Porfirio Díaz, revolucionario mexicano y excandidato a la presidencia de la República por el Partido Nacional Antirreeleccionista en las elecciones federales de 1928.
Se incorporó voluntario muy joven a la insurrección maderista de 1911, y gracias a sus méritos de campaña fue ascendiendo hasta obtener el grado de General de División que alcanzó en 1924. Tuvo una participación destacada en la modernización del Ejército mexicano posrevolucionario. Fue fusilado en la mañana del sábado 5 de noviembre de 1927, presumiblemente por orden de Álvaro Obregón en Coatepec, Veracruz.

## Biografía

### Nacimiento
Arnulfo R. Gómez nació en Navojoa, Sonora, en 1890. Participó en 1906 en la Huelga de Cananea. Fue opositor al régimen de Porfirio Díaz y se incorporó a la lucha armada en 1910. En 1913, regresó a las armas para combatir a Victoriano Huerta bajo las órdenes de Plutarco Elías Calles. En 1914, apoyó a Venustiano Carranza contra los villistas y zapatistas. En 1915 fue nombrado general brigadier. En 1920 secundó el Plan de Agua Prieta en apoyo de Álvaro Obregón. Entre 1922 y 1924, estuvo al mando de las fuerzas de la Ciudad de México. En 1923 combatió la sublevación de Adolfo de la Huerta. Al momento de aceptar su candidatura para la presidencia era un divisionario que disfrutaba de mucho prestigio.

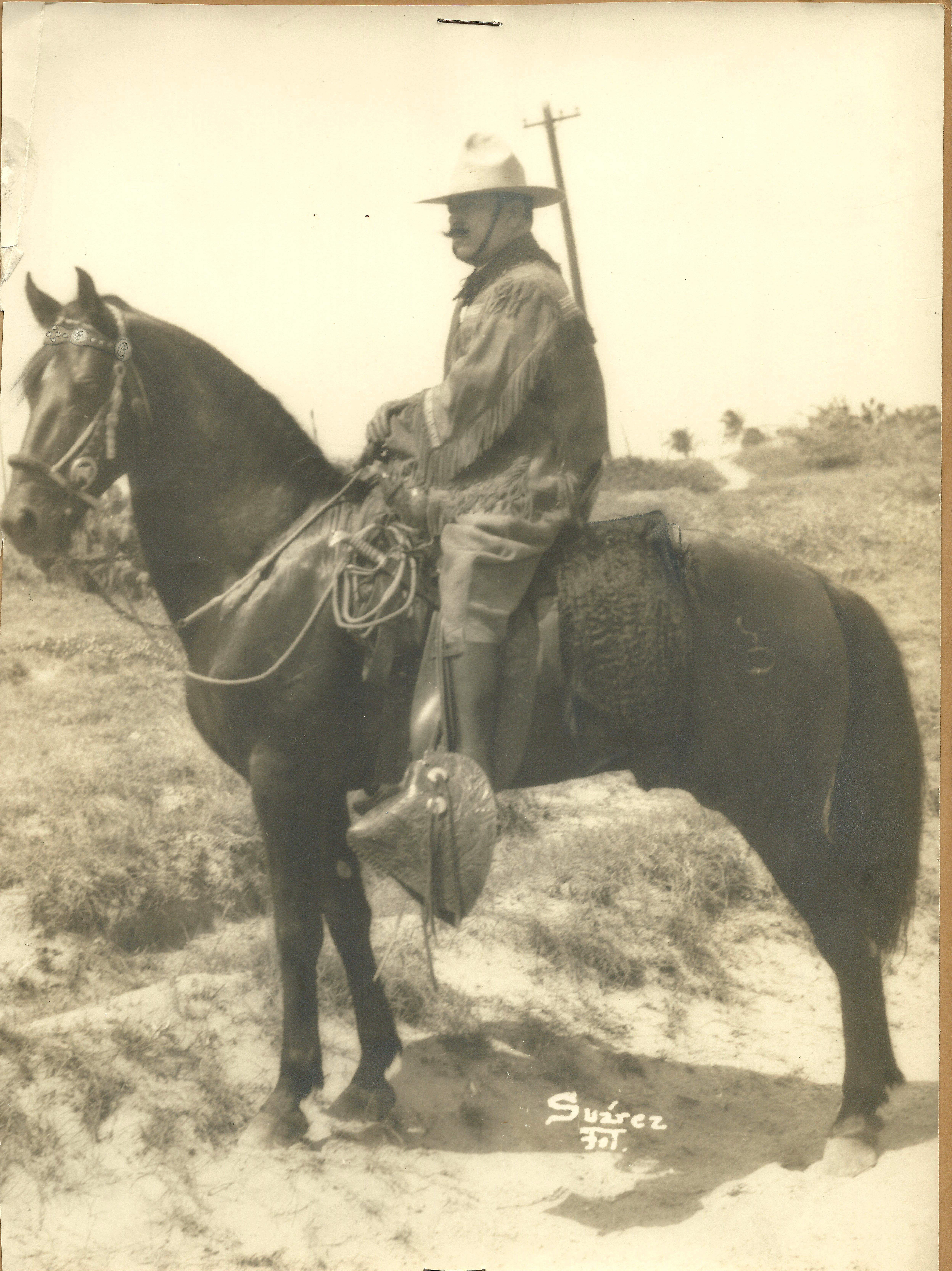
El general Arnulfo R. Gómez a caballo.

### Comienzos políticos
El 28 de junio propondrá al expresidente Obregón que retire su candidatura de reelección que hizo pública el pasado día 26, con la seguridad de que él mismo y el general Serrano, retirarán las suyas. No obtendrá respuesta.
El 1º de julio, se reunirá con el otro candidato presidencial antirreeleccionista, el general Francisco R. Serrano. Acordarán sostener los principios de la no reelección y la armonía en sus filas.

### Campaña en Tampico
A mediados de 1927 iniciaron las campañas para los aspirantes a la Presidencia de México.
Uno de los candidatos, el de más arraigo popular era el general Álvaro Obregón, otrora estratega de la Revolución triunfante y expresidente de la República (había gobernado al país de 1920 a 1924). Los otros dos contendientes eran también militares, el general Arnulfo R. Gómez, postulado por el Partido Nacional Antirreeleccionista, y el general Francisco R. Serrano, candidato del Partido Nacional Reformador.
Durante los meses siguientes, en las giras proselitistas de cada cual quedaría exhibido el enrarecido ambiente político nacional, y el pueblo iba a ser el depositario directo de las confrontaciones verbales y físicas de los candidatos, llenas de odio, agresividad, encono y desmesura.
En su primer discurso, Obregón aseguró que había aceptado contender por el cargo "para combatir la reacción confabulada con el partido conservador". Por su parte, Gómez -en tono osado- declaró que tenía "preparados alojamientos para Obregón y sus amigos en las Islas Marías o a dos metros bajo tierra". En lo dicho por Francisco R. Serrano hubo menos visceralidad. Era más hombre de acción que de discursos amenazantes. Había gobernado la capital del país hasta poco antes de iniciar su candidatura.

### Discursos muy agresivos
Arnulfo R. Gómez llegó a Tampico el 31 de julio para hacer su campaña política. Sus simpatizantes y los miembros del Partido Antirreeleccionista tenían rentada una oficina en la tercera planta del cine Alcázar, junto a la catedral. Tras reposar un par de horas en su habitación del Hotel Bristol (esquinas de las calles Estado y Aduana), Gómez fue a la oficina del partido para afinar con sus colaboradores los detalles del acto que tendría lugar más tarde en la plaza de La Libertad, donde ya lo esperaba un nutrido grupo de simpatizantes.
Cuenta Ciro de la Garza Treviño, que ese día el candidato habló "al pueblo desde los balcones de la ferretería "El Comanche" en tono convincente: "Defendemos el principio de la no reelección -dijo Gómez-, que el señor Venustiano Carranza quiso burlar en 1920", al hacer candidato a su incondicional Ignacio Bonillas, provocando una rebelión encabezada precisamente por Obregón.
"Los tiempos cambian -prosiguió-, ahora podemos observar que yo vengo representando al Álvaro Obregón de 1920, y a ese excaudillo lo tenemos convertido hoy en el Bonillas de aquella época.
La historia se repite.
Si evocamos el circo romano en la época de Nerón, lo encontramos reproducido en el edificio de la Cámara de Diputados, donde fieras hambrientas, entiéndase como tal a los diputados reeleccionistas, se lanzaron a destrozar las más grandes conquistas de la Revolución estampadas en nuestra Constitución  de 1917: La No Reelección.
"Mencionaré unas declaraciones que hace algunos días hiciera en México Álvaro Santa Anna, en las que dijo: No queremos la guerra, pero si es necesario iremos a ella con la sonrisa en los labios.
Si desgraciadamente se desatara una nueva guerra civil, señalo ante el pueblo de México a Álvaro Obregón como el único responsable de ella, y estoy seguro que todos ustedes, valientes tamaulipecos, sabrán cumplir con su deber y en caso de ir a la lucha juntos entonaremos Las cuatro milpas, que será nuestro futuro himno libertario".

### Amenazas de asesinato
En los días siguientes realizó actos de campaña en los pueblos circunvecinos, pero mantuvo en Tampico su centro de operaciones. Justamente el 4 de agosto se le advirtió -mediante un mensaje anónimo- que varios individuos se iban "a alojar en el cuarto número 17 del Hotel Bristol", justo frente a la habitación que él ocupaba y que traían la encomienda de asesinarlo.
Ciro R. de la Garza comenta que el equipo del candidato denunció los hechos "ante el licenciado Manuel Villavicencio, agente del Ministerio Público Federal, quien fue al hotel permaneciendo en él mucho tiempo, investigando". Más tarde se supo que quienes ocupaban el cuarto 17 eran dos agentes de la Reservada (sic) que se habían registrado como comerciantes y que tenían como tarea seguir a Gómez "para reportar a México sus actividades políticas".
Esa noche del 14 de agosto se efectuó otro mitin de campaña de Gómez en el cine-teatro Isabel.
Ahí "hizo uso de la palabra el señor licenciado Francisco J. Santamaría —un escritor e intelectual de oposición que años después iba a ser gobernador de Tabasco—, quien habló sobre la libertad de conciencia, emocionando al auditorio que lo aplaudió a rabiar, y lo condujo a manifestación tumultuaria hasta su alojamiento".
Finalmente, la gira de Gómez por el sur de Tamaulipas y el norte de Veracruz y San Luis Potosí agotó su programa.

Dos semanas más tarde, Obregón llegó a Tampico y fue recibido por una "imponente manifestación".

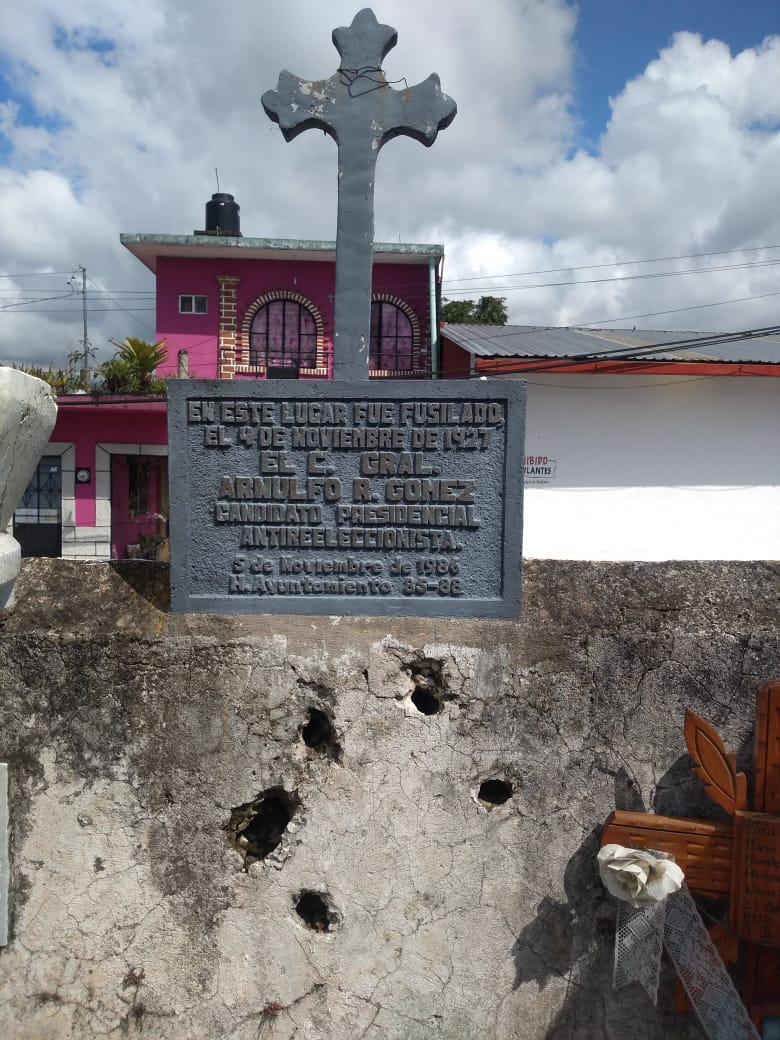
Placa que muestra el lugar donde fue fusilado el general Arnulfo R. Gómez

 Sin embargo, con la plaza llena, fue sorprendido al inicio de su discurso por los gritos de ¡No reelección! ¡No reelección!", proferidos por simpatizantes del general Gómez, los cuales terminaron siendo "golpeados por la multitud". El tono ácido de las campañas fue creciendo, y en pocas semanas empezaron a adquirir el color y el olor que preceden a la violencia. En efecto, porque los planes de Serrano y Gómez apuntaron más allá de la lucha electoral.[cita requerida]
Esto quedó de manifiesto el 1 de octubre durante un evento militar al que estaban invitados el presidente Plutarco Elías Calles y Álvaro Obregón. Ese día, el general Serrano tenía planeado dar golpe de Estado, pero ni Calles ni Obregón llegaron a la cita, pues descubrieron el entramado.
Serrano fue capturado el 3 de octubre en Cuernavaca, y junto con 13 de sus partidarios se le fusiló en Huitzilac, Morelos, sin haber juicio de por medio. La campaña por la presidencia se cayó, y más tarde Gómez corrió la misma suerte que Serrano.

### Muerte
Siendo apresado en la sierra de Perote en Veracruz, es conducido a Coatepec donde se le forma un juicio militar en el Bar "La estrella de oro", al que no llega porque es encerrado en el vagón del tren donde iba prisionero. Se le da la sentencia de ser fusilado. El 4 de noviembre de 1927 Arnulfo R. Gómez es fusilado en una de las paredes del Panteón Municipal de Coatepec.
De su muerte, corre el rumor que la fotografía donde esta siendo fusilado es un montaje, ya que el fotógrafo no llegó el día indicado, lo que hizo que el general Gómez fuese sacado de su ataúd y vuelto a "fusilar" para la fotografía.